# Zeami Motokiyo
Zeami Motokiyo (世阿弥 元清?   1363-1443), también llamado Kanze Motokiyo (観世 元清?), fue un actor y dramaturgo japonés. 
Además de escribir una gran cantidad de obras, Zeami escribió manuales de teoría teatral, publicados en 1910, y estableció el teatro nō como una forma seria de arte. Sus libros no son sólo instrucciones, sino también, tratados estéticos basados en la cultura espiritual del Japón. Los más célebres son "El libro de la transmisión de la flor y el estilo", Fūshi kaden (風姿花伝), escrito en 1423 y el conjunto de tratados "Las tradiciones secretas del nō", las que fueron encontradas en 1909 y publicados en 1960.

## Biografía
Zeami fue educado por su padre, Kan'ami, quien también era actor y gracias a esta unión padre-hijo se estableció el teatro nō. Cuando la compañía de Kan'ami se mostró a Ashikaga Yoshimitsu, el shōgun de Japón, él pidió a Zeami que la corte tuviera una educación en las artes. El shōgun tomó al muchacho como su amante, en la tradición shudo (衆道), en 1374.
Después de que Zeami sucediera a su padre, él continuó realizando y adaptando su propio estilo a lo que es hoy en día el nō. Una mezcla de pantomima y de acrobacia vocal, siendo este estilo el que ha fascinado a japoneses por cientos de años.
Los eruditos atribuyen cerca de 50 obras a Zeami, entre las que destacan las obras maestras Izutsu y Takasago, la última que contiene la frase senshūraku, los "placeres de mil otoños," familiar a los adeptos al sumo como el nombre del día anterior a un torneo profesional ("Izutsu" y "Takasago" son también los nombres del heya en el sumo).